# Yūkichi Takeda
Yūkichi Takeda (武田 祐吉, Takeda Yūkichi, 5 mai 1886 - 29 mars 1958) est un spécialiste de littérature japonaise. 

## Biographie
Né dans le quartier Nihonbashi de la ville de Tokyo (actuel arrondissement de Chūō-ku à Tokyo), il est nommé maître de conférences à l'université Kokugakuin en 1926. Il est surtout connu pour ses travaux sur le Kojiki et le Man'yōshū, et en 1950 se voit attribuer le prix de l'Académie des sciences du Japon pour ses études consacrées au Man'yōshū.